# Alfonso Chiapparo
Alfonso Chiapparo (Nápoles,Italia 9 de enero de 1902 - Ciudadela, Menorca, España 17 de agosto de 1937) fue un aviador y militar italiano. Piloto de las especialidades de bombardeo, que ya era oficial aeronáutico en China, participó en la Guerra Civil Española, donde se distinguió especialmente, siendo condecorado póstumamente con la Medalla de Oro al valor militar.

## Biografía
Nació en Nápoles el 9 de enero de 1902. Alistado inicialmente en la Marina Real (Reggia Marina), a partir de 1926 asistió al curso de oficial de aviación. En julio de 1927 entró en servicio en la 82 ° Escuadrilla de Hidroaviones de Nisida, y en marzo de 1928 fue asignado a la escuela de pilotos de Portorese, donde obtuvo los títulos de piloto de hidroaviones y piloto militar. Después de haber pasado un período embarcado primero en el acorazado Caio Duilio y luego en el crucero Trento, el 5 de septiembre de 1932 entró al servicio de la Regia Aeronautica con el rango de teniente en servicio permanente efectivo (S.P.E). En 1934 sirvió en el escuadrón de bombardeos. En 1935 trabaja de oficial aeronáutico en China. El 6 de julio partió del aeropuerto de Guidonia a bordo de un bombardero Savoia-Marchetti S.72 de tres motores que llegó a Shanghái el 4 de agosto siguiente. El avión fue entregado como un regalo personal de Mussolini al general Chiang Kai-shek.
De vuelta a Italia en abril de 1937, fue ascendido a capitán y entró en servicio en el 9º Ala de Bombardeo Terrestre, pasando luego, a fines de junio, al mando de la escuadrilla de bombardeo pesado asignado a la Aviación Legionaria de las Baleares. Esta unidad estaba equipada con bombarderos de tres motores Savoia-Marchetti S.M.81 Pipistrello, con base en el aeródromo de Son San Juan, en la isla de Mallorca. Después de participar en una misión en Cartagena, el 17 de agosto su avión despegó de Son San Juan para participar en un bombardeo del puerto de Barcelona . En el camino de regreso, su avión se estrelló, alcanzado por una granada de artillería antiaérea. Cuando buscaba unlugar de aterrizar, habiéndose quedado sin combustible, se estrelló cerca de Ciudadela, en la isla de Menorca, causando la muerte de cuatro de los seis miembros de la tripulación (Alfonso Chiapparo, Remo Barsotti, Pietro Mosca y Francesco Tomada, cuyos restos descansan en Ciudadela). Se le concedió la Medalla de Oro al valor militar en su memoria.